# 千石纏
『千石纏』（せんごくまとい）は、1950年（昭和25年）に子母沢寛が発表した新聞小説であり、同作を原作として同年にマキノ雅弘が監督し、東横映画が製作、東京映画配給が配給して公開した日本の長篇劇映画である。

## 略歴・概要

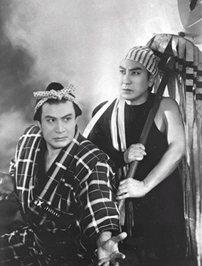
映画『千石纏』公開当時のスチル写真。右片岡千恵蔵、左市川右太衛門。

小説『千石纏』は、『東京日日新聞』（現在の毎日新聞夕刊）、『新関西新聞』、『愛媛新聞』の3紙に掲載された。単行本が上梓されたのは、映画が公開された後、1951年（昭和26年）である。最初に文芸図書出版社から、1956年（昭和31年）には版元を変えて桃源社から出版された。
第二次世界大戦後、従来興行会社であった東横映画が大映との協定を結び、1947年（昭和22年）、「大映第二撮影所」（現在の東映京都撮影所）を借りて同撮影所を「東横映画京都撮影所」として製作を開始して以来、4年目に入った同社の正月第一弾映画である。本作は、同社でのマキノ雅弘（マキノ正博）の5作目にあたり、翌年1月5日には、同社の正月第二弾映画『女賊と判官』が公開されるが、これも監督は同作同様のマキノ雅弘、そして共同監督が萩原遼であった。
東横映画の作品を配給するために東京映画配給（現在の東映）が設立されて1年半が経過しており、本作は東京映画配給が配給して、1950年（昭和25年）12月31日に公開された。本作に「映倫番号」が付されているのは、1949年（昭和24年）6月14日に「映画倫理規程管理委員会」（旧映倫）が結成されたからで、1954年（昭和29年）8月まではレイティングは行われていない。
東京国立近代美術館フィルムセンターは、本作の上映用プリント等を所蔵しており、東映チャンネルも同作をHD化して放映している。2017年5月時点、GAO!ストアのストリーミング配信で視聴可能。

## ビブリオグラフィ
国立国会図書館蔵書による一覧である。
- 『千石纒』、子母沢寛、文芸図書出版社、1951年（全367ページ）
- 『千石纒』、子母沢寛、桃源社、1956年（全367ページ）

## 映画
『千石纏』（せんごくまとい）は、1950年（昭和25年）に子母沢寛が発表した新聞小説を原作として、同年にマキノ雅弘が監督し、東横映画が製作、東京映画配給が配給して公開した日本の長篇劇映画である。

### 作品データ
- 製作 : 東横映画
- 上映時間 （巻数 / メートル） : 84分 （9巻 / 2,288メートル）
- フォーマット : 白黒映画 - スタンダード・サイズ（1.37:1） - 24fps - モノラル録音
- 映倫番号 : 357[2] （旧映倫）
- 公開日 :  日本 1950年12月31日
- 配給 :  東京映画配給

### スタッフ
- 製作 : マキノ光雄
- 企画 : 柳川武夫
- 監督 : マキノ雅弘
- 原作 : 子母沢寛
- 脚本 : 館岡謙之助、依田義賢
- 撮影 : 三木滋人、吉田貞二
- 照明 : 田中憲次、小林武雄
- 録音 : 加瀬壽士、中山茂二
- 美術 : 小池一美、塚本隆治
- 編集 : 宮本信太郎、祖田冨美夫
- 助監督 : 小沢忠弘
- 装置 : 村居常治郎
- 装飾 : 西田孝次郎
- 背景 : 池田金三郎
- 装身具 : 山崎敏夫
- 電飾 : 野村清太郎
- 記録 : 大内小夜子
- 衣裳 : 前田正二
- メーキャップ : 林政信
- 結髪 : 西野艶子
- 音響効果 : 江戸川一
- スチール : 江崎洋
- 立師 : 足立伶二郎
- 演技事務 : 渡部健作
- 音楽 : 大久保徳二郎
- 演奏 : 中沢壽士とシンフォニックジャズオーケストラ
- 協力 : 江戸消防記念会、出羽海秀光
- 木遣 : 浅草吉奴
- 進行主任 : 寺川千秋、橋本慶一
- 特別参加 : 横綱東富士、出羽海一門
- 相撲指導 : 秀の山勝一

### キャスト
- に組の長次：片岡千恵蔵
- 不動山宗吉：市川右太衛門
- に組の組頭勘兵衛：月形龍之介
- 小蔦：花柳小菊
- お蘭（夕丈）：喜多川千鶴
- 鉄五郎：小杉勇
- 萬五郎：大友柳太朗
- おゆう：高山廣子
- お米：毛利菊枝
- 梯子持市兵衛：澤村國太郎
- 関取阿蘇川：山口勇
- 亥之助：戸上城太郎
- 勝助医者：高松錦之助
- 安藤輝丸：小林重四郎
- 福六：上代勇吉
- 七太郎：高木新平
- 長屋のお内儀：赤木春恵
- 新八：時田一男